# Alphabetical
Alphabetical är den franska pop/rockgruppen Phoenix andra album och släpptes 2004. Det är uppföljaren till bandets debutalbum United som kom 2000. Med Alphabetical trädde Phoenix in i många människors musikmedvetande då singlarna Run Run Run och framförallt Everything Is Everything blev stora hits.

## Låtlista
All text och musik är skriven av Phoenix.
1. "Everything Is Everything" - 3:01
2. "Run Run Run" - 3:50
3. "I'm an Actor" - 2:33
4. "Love for Granted" - 4:24
5. "Victim of the Crime" - 4:02
6. "(You Can't Blame It On) Anyone" - 3:33
7. "Congratulations" - 1:12
8. "If It's Not With You" - 3:57
9. "Holdin' on Together" - 3:27
10. "Alphabetical" - 7:34